# Stegopoma plicatile
Stegopoma plicatile är en nässeldjursart som först beskrevs av Sars 1863.  Stegopoma plicatile ingår i släktet Stegopoma och familjen Tiarannidae. Arten är reproducerande i Sverige. Inga underarter finns listade i Catalogue of Life.